# Nämnd
En nämnd är ofta en statlig eller kommunal myndighet. Det kan även vara en grupp människor som tillsammans antingen på grund av lag eller överenskommelse beslutar eller utreder inom ett visst område.

## Statliga myndigheter
- Notarienämnden
- Statens överklagandenämnd
- Ansvarsnämnden för djurens hälso- och sjukvård
- Övervakningsnämnden
- Statens personadressregisternämnd
- Statens skaderegleringsnämnd
- Nämnden för dödförklaring
- Centrala djurförsöksetiska nämnden

## Kommunala och regionkommunala nämnder i Sverige
Dessa nämnder ska tillsättas av kommunfullmäktige eller regionfullmäktige enligt 3 kap 3 § kommunallagen.
Exempel på sådana nämnder kan vara miljönämnd, (ibland bygg- och miljönämnd), byggnadsnämnd, fritidsnämnd, gymnasienämnd, kulturnämnd, miljö- och hälsoskyddsnämnd, nämnden för arbete och välfärd, socialnämnd (ibland omsorgsnämnd), skol- och barnomsorgsnämnd, teknisk nämnd, valnämnd och överförmyndarnämnd. I större kommuner kan kommundelsnämnder utses.
Kommunfullmäktige utser ledamöter i nämnderna.
Nämndernas uppgift är att se till att verksamheten inom det avsedda området bedrivs i enlighet med de mål och riktlinjer som fullmäktige har bestämt samt enligt de föreskrifter som gäller för verksamheten. 
Nämndernas ledamöter och ersättare är politiskt tillsatta och utses av fullmäktige. Nämnder kan fatta egna beslut i kommunala angelägenheter inom sitt kompetensområde eller kan förbereda beslut för kommunfullmäktige.
Beslut som fattats av en nämnd kan överklagas enligt bestämmelserna i de lagar som gäller för nämnden, till exempel kommunallagen, förvaltningslagen eller speciallagar.

## Övriga nämnder
- EU-nämnden i riksdagen som regeringen ska samråda med i EU-frågor.[2]
- Skiljenämnd.
- Svenska kyrkans internationella nämnd.[3]
- Särskilt beslutande nämnd (SBN) inom Specialpedagogiska skolmyndigheten.[4]
- Nämnden för svensk språkvård (senare Svenska språknämnden), numera Språkrådet (Sverige).

## Övriga betydelser
- Nämnd i domstol, benämning på nämndemännen till skillnad från de juridiskt utbildade domarna.[5]